# Lac de la Lauch
Het Lac de la Lauch is een stuwmeer in het Franse departement Haut-Rhin in het gebergte de Vogezen vlak bij le Markstein. Het meer is aangelegd tussen 1889 en 1894 met een stuwdam van 28 meter hoog en 250 meter lang.